# Martha Nasibù
Martha Nasibù (sinh năm 1931) là một nhà văn và nghệ sĩ người Ethiopia hiện đang sống ở Pháp. Người bảo trợ của cô cũng xuất hiện như Nassibou.
Cô là con gái của gia tộc Nasibu Zeamanuel, và cô sinh ra ở Addis Ababa, sau đó chuyển đến Ý vào năm 1936 và học tại Académie des Beaux-Arts ở Paris, thủ đô nước Pháp và điểm đến tiếp theo là cô gia nhập Liên đoàn sinh viên nghệ thuật New York. Về gia tộc của cô được ví ở giai đoạn rất huy hoàng, "đó là cung điện nổi bật ở trung tâm Addis Ababa, được bao quanh bởi một công viên rộng năm mươi ngàn mét vuông, với cây cối và cây cảnh được mang đến từ khắp nơi trên thế giới. Tám mươi quản gia, người hầu, đầu bếp và người làm vườn cung cấp cho việc chăm sóc ngôi nhà và nhu cầu của gia đình cô nên mọi thứ đều nhuốm màu thần tiên và thần tiên"
Triển lãm tác phẩm đầu tiên của cô được tổ chức bởi Bộ Giáo dục và Mỹ thuật của Ethiopia vào năm 1945. Nasibù là một thành viên sáng lập của Câu lạc bộ Nghệ sĩ người Ethiopia. Cô ấy sống ở Perpignan. Nghệ thuật của cô được bao gồm trong bộ sưu tập của Bảo tàng Quốc gia Ethiopia.
Năm 2005, cô đã xuất bản tác phẩm Memorie di una viceessa etiope, trong đó mô tả cuộc xâm lược ở Ethiopia của Phát xít Ý. Tác phẩm đã tạo tiếng vang lớn ở khắp lục địa già. Tác phẩm đã mô tả một thời kỳ vào năm 1935, khi quân đội của Duce đã xâm chiếm Ethiopia từ Bắc tới Nam, mà không có bất kỳ tuyên bố chiến tranh nào và đánh dấu sự kết thúc của nền văn minh Chính thống Coplic cổ đại.